# Mali Raven
Mali Raven falu Horvátországban Kapronca-Kőrös megyében. Közigazgatásilag Kőröshöz tartozik.

## Fekvése
Köröstől 7 km-re délnyugatra fekszik.

## Története
1857-ben 44, 1910-ben 68 lakosa volt. Trianonig Belovár-Kőrös vármegye Körösi járásához tartozott. 2001-ben 25 lakosa volt.

## Nevezetességei
Szent László tiszteletére szentelt temploma egyhajós templom keskenyebb, négyszögletes szentéllyel, lekerekített sekély apszissal és a homlokzat feletti harangtoronnyal. Egy régebbi, 1369-ben említett fakápolna helyén épült. A hajó és a szentély oldalfalai, valamint a szentély késő gótikus csillagboltozata az első gótikus időszakból maradtak fenn. A 19. század elején a templomot barokk stílusban építették át. A hajót beboltozták, a szentélyhez apszis épült, oldalkápolnákat és sekrestyét építettek, valamint új homlokzatot és tornyot építettek.